# Pokémon 2: Uwierz w swoją siłę
Pokémon 2: Uwierz w swoją siłę (jap. 劇場版ポケットモンスター 幻のポケモン ルギア爆誕 Gekijōban Poketto Monsutā Maboroshi no Pokemon Rugia Bakutan; ang. Pokémon: The Movie 2000 – The Power of One) – japoński animowany (anime) film przygodowy science fantasy z 1999 roku w reżyserii Kunihiko Yuyamy. Drugi pełnometrażowy film w ramach cyklu anime Pokémon: Original Series (1997–2002).

## Fabuła
Bogaty kolekcjoner Lawrence III od dawna interesuje się słowami proroctwa z Shamouti. Źle jednak odczytuje jej słowa i myśli, że jeśli schwyta Moltresa, Zapdosa i Articuno, to będzie mógł pochwycić również legendarnego Pokémona Lugię zwanego Strażnikiem Wód, który byłby cennym nabytkiem do jego kolekcji. Na pokładzie swego ogromnego latającego poduszkowca chwyta Moltresa na Wyspie, powodując w ten sposób zachwianie harmonii między żywiołami, a także masową migrację Pokémonów, które szykują się na najgorsze. Budzi to niepokój profesora Oaka, który odwiedza właśnie swoją znajomą, Delię Ketchum i wraz z nią jest świadkiem dziwnych anomalii pogodowych połączonych z masową ucieczką Pokémonów nad brzeg morza.
Tymczasem syn Delli – Ash oraz jego przyjaciele, Misty i Tracey podróżują po Wyspach Oranżowych na pokładzie łodzi swej nowej znajomej Maren. Drużynę obserwuje z pokładu okrętu podwodnego Zespół R. Obie grupy trafiają na masową migrację Magikarpów, przez którą rozbijają się na wyspie Shamouti. Tam bohaterów zaczepiają ludzie przebrani za ptaki. Ponieważ znają oni Maren, to zapraszają ją i jej przyjaciół do udziału we właśnie rozpoczynającym się corocznym Święcie Legendy. Wieść, że Ash jest trenerem Pokemonów budzi zainteresowanie Tobiasa i jego córek. Mężczyzna proponuje chłopakowi, by odegrał on rolę Wybrańca podczas ich uroczystości. Chłopak przyjmuje propozycję.
Melody wita go wówczas „tradycyjnym, powitalnym całusem”, co budzi irytację Misty. Nieco później odbywa się uczta, podczas której Melody w stroju kapłanki gra na muszli i tańczy przed Ashem, po czym klęka i wzniosłym tonem prosi go o znalezienie trzech skarbów. Są nimi trzy kryształowe kule pochodzące z Wyspy Ognia, Wyspy Lodu i Wyspy Pioruna. Wybraniec musi zdobyć kule i przynieść je do świątyni na Shamouti, po czym kapłanka zagra na muszli utwór znany jako Pieśń Lugii i święto się zakończy. Podniecony Ash chce natychmiast wykonać powierzone mu zadanie. Maren popiera decyzję chłopaka i zabiera jego oraz Pikachu swoją łodzią na Wyspę Ognia. Na morzu wybucha jednak sztorm, przez co bohaterowie z trudem docierają do celu swej podróży.
W tym samym czasie profesor Oak z pomocą Delii Ketchum bada zaobserwowane przez siebie anomalie pogodowe oraz dziwaczne migracje Pokemonów. Dzwoni do niego profesor Felina Ivy, która mówi mu, że Pokemony mieszkające na terenach, które ona bada, również dziwnie się zachowują. Uczeni spotykają się i razem z reporterami TV oraz Delią Ketchum lecą helikopterem na Shamouti, gdzie grupują się Pokemony z całej Ziemi. Oak i Ivy informują przedstawicieli telewizji o swoich podejrzeniach wobec zaobserwowanych zjawisk i podejrzewają, że to wszystko jest zapowiedzią końca świata wywołanego zachwianiem harmonii pomiędzy żywiołami ognia, lodu i pioruna. Delia niepokoi się o swojego syna, który znajduje się na terenach Wysp Oranżowych – ma nadzieję, że go znajdzie, nim będzie za późno. Jednocześnie ku przerażeniu Melody burza na morzu nie ustaje. Dziewczyna boi się o Asha, który wyraźnie jej się podoba i rusza chłopakowi na ratunek łodzią pożyczoną od Carol.
Wraz z nią płyną Misty i Tracey oraz niezauważony przez nikogo Zespół R. Przyjaciele docierają na Wyspę Ognia, gdzie spotykają Maren. Od niej dowiadują się, którędy poszedł Ash i ruszają tam. Tymczasem Ash z Pikachu docierają do miejsca, gdzie znajdują Kulę Ognia. Następnie atakuje ich Zespół R, ale Asha z opresji ratują Melody, Misty i Tracey. Chwilę później na Wyspie Ognia zjawia się Zapdos – chce on zagarnąć terytorium Moltresa, który zniknął w tajemniczych okolicznościach. Nad wyspą ukazuje się statek Lawrence’a III, który wciąga na swój pokład Zapdosa oraz Asha, jego przyjaciół i Zespół R. Zapdos zostaje zamknięty w klatce, a szalony milioner wyjawia nieoczekiwanym gościom swój plan – chce złapać jeszcze Articuno, ale jego głównym celem jest Lugia. Drużyna rozumie już, co wywołało zachwianie harmonii między żywiołami.
Ash, jego przyjaciele oraz Zespół R, wykorzystując umiejętności swoich Pokemonów, uwalniają Moltresa i Zapdosa. Ci niszczą statek Lawrence’a III, który rozbija się na Wyspie Pioruna. Ash zdobywa tam drugi z poszukiwanych przez siebie klejnotów – Kulę Pioruna, po czym cała kompania na uszkodzonej łodzi Carol dociera do brzegów Shamouti, gdzie spotyka umiejącego mówić ludzkim głosem Pokemona Slowkinga. Zabiera on Asha do świątyni, gdzie chłopak umieszcza dwie zdobyte przez siebie kule. Slowking informuje go, że do przywrócenia harmonii na świecie potrzebna jest jeszcze Kula Lodu. Na oczach Ketchuma i jego przyjaciół Moltres, Zapdos i Articuno zaczynają walczyć ze sobą. Bitwa między trzema potężnymi ptakami wywołuje jeszcze większe anomalie pogodowe. Z morza wynurza się Lugia, który jednak nie jest w stanie zapanować nad walczącymi i zostaje ranny. Melody gra na muszli i przywraca siły Strażnikowi Wód, ten zaś oznajmia przyjaciołom zaskakującą wiadomość – to Ash jest Wybrańcem, o którym mówi przepowiednia i teraz musi ocalić świat. Młody Ketchum, mimo iż jest przerażony tak poważnym zadaniem, podejmuje się go wykonać i rusza po zamarzniętym morzu ku Wyspie Lodu.
Tymczasem na Shamouti rozbija się helikopter, którym lecą profesor Oak, profesor Ivy, Delia Ketchum i reporterzy – na szczęście pasażerowie wychodzą cało z katastrofy. Kraksę tę ze swojej kryjówki obserwuje Zespół R. Trójka złodziejaszków buduje ze skradzionego Melody pontonu i śmigła od uszkodzonego helikoptera pojazd, którym podwożą Asha na Wyspę Lodu. Tam chłopak zdobywa trzeci klejnot, jednak środek transportu Zespołu R zostaje zniszczony. Z pomocą bohaterom przychodzi wówczas Lugia, który zabiera całą grupę na Shamouti. Obciążony pasażerami Pokemon staje się jednak łatwym celem dla Moltresa, Zapdosa i Articuno. Widząc to Zespół R szlachetnie skacze do niezamarzniętej jeszcze części morza, by Lugia mógł lecieć szybciej, a misja została wykonana. Jednocześnie w szczątkach swego statku Lawrence III obserwuje lot Lugii, po czym strzela do Pokemona z działa. Lugia odpowiada na to silnym promieniem i niszczy do reszty okręt milionera, ale chwilę później osłabiony wpada do morza razem z Ashem i Pikachu, których ratuje Misty.
Osłabiony Ash, odzyskawszy przytomność, idzie do świątyni Slowkinga, gdzie umieszcza Kulę Lodu. Melody gra na muszli utwór, który połączony z mocą trzech klejnotów uspokaja walczących ze sobą tytanów oraz przywraca siły Lugii. Anomalie pogodowe zostają przerwane i morze odmarza. Moltres, Zapdos i Articuno wracają na swoje wyspy, a wywołana ich walką potężna burza, zwana Podmorską Bestią, zostaje pokonana. Lugia żegna się z Ashem mówiąc, że los świata nie mógł trafić w lepsze ręce. Chwilę później młody Ketchum i jego przyjaciele spotykają Delię oraz Oaka i Ivy. Delia karci syna za zbytnie narażanie swego życia na niebezpieczeństwo i prosi, by następnym razem ratował on świat nieco bliżej swego domu. Mówi też, że dla niej Ash zawsze będzie bohaterem. Lawrence III ogląda szczątki swego statku, po czym knuje kolejny plan pochwycenia Lugii. Zespół R cieszy się, że oni również mieli swój udział w ratowaniu świata. Następnego dnia Maren zabiera Asha, Misty i Tracey’ego do najbliższego miasta, gdzie młody Ketchum szykuje się na spotkanie kolejnych przygód. Bohaterów żegna Melody siedząca na skale i grająca na muszli.

## Obsada głosowa
- Rica Matsumoto – Ash Ketchum
- Ikue Ōtani – Pikachu
- Mayumi Iizuka – Misty
- Tomokazu Seki – Tracey Sketchit
- Megumi Hayashibara – Jessie
- Shin'ichirō Miki – James
- Inuko Inuyama – Meowth
- Akiko Hiramatsu – Melody
- Takeshi Kaga – Lawrence III
- Kōichi Yamadera – Lugia
- Mika Kanai – Maren
- Aya Hisakawa – Carol
- Chikao Ōtsuka – Tobias
- Unshō Ishizuka –
  - profesor Samuel Oak,
  - narrator
- Masami Toyoshima – Delia Ketchum
- Masatoshi Hamada – Slowking
- Keiko Han – profesor Felina Ivy
- Rikako Aikawa – Moltres
- Yumi Tōma – Articuno
- Katsuyuki Konishi – Zapdos

Na podstawie materiału źródłowego.

## Wersja polska

### Wersja z dubbingiem
Dialogi: Barbara Robaczewska

Teksty piosenek: Marek Robaczewski

Reżyseria: Jerzy Dominik

Kierownictwo muzyczne: Marek Krejzler

Opracowanie: Studio Sonica

Piosenkę śpiewał: Krzysztof Pietrzak

Organizacja produkcji: Elżbieta Kręciejewska

Wystąpili:
- Hanna Kinder-Kiss – Ash Ketchum
- Iwona Rulewicz – Misty
- Dorota Lanton – Jessie
- Mirosław Wieprzewski – Meowth
- Jarosław Budnik – James
- Jacek Kopczyński – Tracey Sketchit
- Joanna Jabłczyńska – Melody
- Joanna Borer – Maren
- Grzegorz Pawlak – Profesor Oak
- Paweł Szczesny – Lawrence III
- Adam Bauman – Lugia
- Andrzej Arciszewski – Slowking
- Cynthia Kaszyńska – Profesor Ivy
- Elżbieta Kopocińska-Bednarek – Carol
- Leszek Zduń – prezenter TV
- Andrzej Tomecki – reporter TV
- Włodzimierz Bednarski – Tobias
- Katarzyna Tatarak – Daja
- Mikołaj Klimek – Narrator
- Krystyna Kozanecka – Delia Ketchum

### Wersja z lektorem
Wersja polska: dla TVN – Master Film

Tekst: Dariusz Dunowski

Czytał: Piotr Borowiec

## Premiera
Pokémon: Film pierwszy miał premierę 17 lipca 1999 roku, wyświetlany z poprzedzającym 20-minutowym filmem krótkometrażowym Pikachu Wybawca (jap. ピカチュウたんけんたい Pikachū tankentai). W Polsce film był wyświetlany w kinach 1 czerwca 2001 roku. Wyświetlana była wersja dubbingowa, którą także emitowano w HBO (premiera w listopadzie 2002), HBO2, Cinemax i Cinemax 2. Na stacjach TVN (premiera – 1 lutego 2004), TVN Siedem (premiera – 13 marca 2005), film emitowano w wersji lektorskiej.